# Ла-Пальма (аеропорт)
Аеропорт Ла-Пальма (ісп. Aeropuerto de La Palma) (IATA: SPC, ICAO: GCLA) — міжнародний аеропорт, розташований у Бренья-Баха та Вілья-де-Масо, за 8 км на південь від міста Санта-Крус-де-ла-Пальма на острові Ла-Пальма на Канарських островах.  Під орудою Aeropuertos Españoles y Navegación Aérea (AENA), яка управляє більшістю цивільних аеропортів Іспанії.
Аеропорт обслуговується переважно компаніями Binter Canarias і CanaryFly, що здійснюють рейси з островів Тенерифе і Гран-Канарія, також є рейси до міст Європи та чартерні рейси з материкової Європи, до таких країн як Німеччина, Велика Британія, Нідерланди тощо. У 2018 році аеропорт обслужив 1 420 277 пасажирів у 22 033 рейсах. Вантажооборот склав 565 тонн. 

## Новий термінал
Нова будівля терміналу була відкрита у липні 2011 року, що дало аеропорту кінцеву пропускну здатність 3 мільйони пасажирів на рік. У новому терміналі є 25 стійок реєстрації, 4 багажні каруселі та 9 виходів на посадку. Новий термінал знаходиться далі, ніж старий термінал, що дало можливість збільшити простір на перроні. Досі немає планів побудови руліжної доріжки паралельно злітно-посадкової смуги, тому літакам все ще доводиться рулити назад, обмежуючи пропускну здатність до 10 операцій на годину. Аеропорт також має нову диспетчерську вежу.

## Авіакомпанії та напрямки (травень 2022)
| Авіакомпанія        | Пункт призначення                                                                                      |
| ------------------- | --- |
| Binter Canarias     | Гран-Канарія, Тенерифе-Північний, Тенерифе-Південний Сезонні: Фуертевентура, Лансароте                 |
| CanaryFly           | Гран-Канарія, Тенерифе-Північний                                                                       |
| Condor              | Гамбург, Дюссельдорф, Лейпциг/Галле, Мюнхен, Франкфурт-на-Майні, Штутгарт                              |
| Corendon Airlines   | Дюссельдорф, Мюнстер, Нюрнберг                                                                         |
| easyJet             | Базель-Мюлуз-Фрайбург, Берлін-Бранденбург, Лондон-Гатвік, Париж-Шарль-де-Голль                         |
| Edelweiss Air       | Цюрих                                                                                                  |
| Enter Air           | Сезонний чартер: Катовиці, Варшава-Шопен                                                               |
| Eurowings           | Берлін-Бранденбург, Гамбург, Дюссельдорф, Кельн, Штутгарт                                              |
| Iberia              | Мадрид-Барахас                                                                                         |
| Iberia Express      | Мадрид-Барахас                                                                                         |
| Ryanair             | Барселона — Ель-Прат, Мадрид-Барахас, Сантьяго-Росалія-де-Кастро Сезонні: Бергамо (з 1 листопада 2022) |
| Transavia           | Амстердам                                                                                              |
| TUI Airways         | Бірмінгем, Лондон-Гатвік, Манчестер                                                                    |
| TUI fly Belgium     | Брюссель                                                                                               |
| TUI fly Deutschland | Дюссельдорф, Ганновер, Мюнхен, Франкфурт-на-Майні, Штутгарт                                            |
| TUI fly Netherlands | Сезонні: Амстердам, Ейндговен                                                                          |
| Vueling             | Барселона — Ель-Прат, Париж-Орлі Сезонні: Більбао                                                      |

## Припинення діяльності
Через виверження вулкана Кумбре В’єха на Ла-Пальмі в 2021 році аеропорт тимчасово припиняв роботу. 